# سولروپ
سولروپ (به آلمانی: Sollerup) یک شهر در آلمان است که در اشلسویگ-فلنسبورگ واقع شده‌است. سولروپ ۵۰۳ نفر جمعیت دارد.